# 髳
髳，中国古代少数民族名。曾参与牧野之戰。
原意髦头持矛，古发式。商朝、周朝方国。在今山西省平陆县南。为从周武王伐纣八国之一。即此。春秋时称茅戎。一说即旄牛种、越巂夷，居住在今四川省汉源县、冕宁县。